# Granö kyrka
Granö kyrka är en kyrkobyggnad som tillhör Vindelns församling i Luleå stift.

## Kyrkobyggnaden
I september 1942 bildades Granöbygdens kapellstiftelse som skulle utföra ett kyrkobygge. Gudstjänster firades då på Granögården som tidigare var en skola. En tomt för kyrkan köptes in och hösten 1952 beviljades bygglov. Kyrkan uppfördes av byggmästare Sixten Johansson efter ritningar av arkitekt Martin Westerberg. 14 mars 1954 invigdes kyrkan av biskop Bengt Jonzon.
Granö kyrka består av ett rektangulärt långhus med nordvästlig sydostlig orientering. I nordväst finns kyrktornet och i sydost finns ett smalare kor. Vid sydvästra sidan finns en tillbyggnad med församlingslokaler. Kyrkorummet har parkettgolv och en fast bänkinredning. Koret ligger fyra trappsteg högre än övriga kyrkorummet. Väggarna är vitputsade och innertaket av trä är treklöverformat.

## Inventarier
- Ena kyrkklockan är skänkt av Nils Holmgren på Granö. Andra klockan är skänkt av Mo och Domsjö.
- Altartavlan är målad av Edgar Wallin.

### Webbkällor
- Vindelns församling
- anläggningspresentation